# Fed Cup 2000
De Fed Cup werd in 2000 voor de 38e keer gehouden. De Fed Cup is de jaarlijkse internationale tenniscompetitie voor landenteams, voorbehouden aan vrouwen. Dit jaar deden 100 teams aan het toernooi mee.

## Wereldgroep
Titelhouder was de Verenigde Staten. Zij werden uitgedaagd door twaalf landen: zeven uit de voormalige Wereldgroep I (Frankrijk, Italië, Kroatië, Rusland, Slowakije, Spanje en Zwitserland), vier uit de voormalige Wereldgroep II (België, Duitsland, Oostenrijk en Tsjechië) en één uit de play-offs (Australië). De twaalf uitdagers werden ingedeeld in drie groepen van vier landen. De drie groepswinnaars en de titelverdediger vochten het verder uit in een eliminatiefase bestaande uit een halve finale en een finale.
De finale werd gewonnen door de Verenigde Staten, die Spanje versloegen met 5–0. Het was hun zeventiende titel in de geschiedenis van de Fed Cup.
De negen niet-winnende deelnemers van de groepsfase gingen door naar de Fed Cup 2001 play-offs (voorronden). De vier halvefinalisten gingen rechtstreeks door naar het Fed Cup 2001 wereldgroep eindtoernooi.

### Groepsfase
Twaalf landen namen deel aan de groepsfase, verdeeld over drie groepen:
Groep A
| land      | speelsters                                                                                           |
| --------- | --- |
| Duitsland | Andrea Glass Anke Huber Barbara Rittner                                                              |
| Italië    | Tathiana Garbin Rita Grande Giulia Casoni Silvia Farina-Elia                                         |
| Kroatië   | Silvija Talaja Jelena Kostanić                                                                       |
| Spanje    | Magüi Serna Conchita Martínez Virginia Ruano Pascual Arantxa Sánchez Vicario Cristina Torrens Valero |

Groep B
| land        | speelsters                                             |
| ----------- | ------------------------------------------------------ |
| Oostenrijk  | Barbara Schett Patricia Wartusch Marion Maruska        |
| Slowakije   | Daniela Hantuchová Karina Habšudová Henrieta Nagyová   |
| Tsjechië    | Denisa Chládková Květa Hrdličková Dája Bedáňová        |
| Zwitserland | Patty Schnyder Emmanuelle Gagliardi Miroslava Vavrinec |

Groep C
| land      | speelsters                                                                    |
| --------- | ----------------------------------------------------------------------------- |
| Australië | Nicole Pratt Rennae Stubbs Jelena Dokić Alicia Molik                          |
| België    | Els Callens Kim Clijsters Laurence Courtois Dominique Van Roost Justine Henin |
| Frankrijk | Julie Halard-Decugis Nathalie Tauziat Sandrine Testud Nathalie Dechy          |
| Rusland   | Jelena Lichovtseva Anna Koernikova                                            |

De groepswedstrijden werden gespeeld van 27 tot en met 30 april 2000, en resulteerden in het volgende klassement:
Groep A
- Gespeeld in Bari (Italië) op gravel

| nr. | land      | w-v |
| --- | --------- | --- |
| 1.  | Spanje    | 3–0 |
| 2.  | Duitsland | 2–1 |
| 3.  | Italië    | 1–2 |
| 4.  | Kroatië   | 0–3 |

Groep B
- Bratislava (Slowakije) op hardcourt (i)

| nr. | land        | w-v |
| --- | ----------- | --- |
| 1.  | Tsjechië    | 3–0 |
| 2.  | Zwitserland | 2–1 |
| 3.  | Oostenrijk  | 1–2 |
| 4.  | Slowakije   | 0–3 |

Groep C
- Moskou (Rusland) op tapijt (i)

| nr. | land      | w-v |
| --- | --------- | --- |
| 1.  | België    | 3–0 |
| 2.  | Frankrijk | 2–1 |
| 3.  | Rusland   | 1–2 |
| 4.  | Australië | 0–3 |

w-v = winst/verlies-balans qua landenontmoetingen

### Eliminatiefase
|  | halve finale 21–22 november 2000 | halve finale 21–22 november 2000 |  |        | finale 24–25 november 2000 | finale 24–25 november 2000 |
|  |                                  |                                  |  |        |                            |                            |
|  |                                  |                                  |  |        |                            |                            |
|  | Verenigde Staten                 | 2                                |  |        |                            |                            |
|  | België                           | 1                                |  |        |                            |                            |
|  |                                  |                                  |  |        | Verenigde Staten           | 5                          |
|  |                                  |                                  |  | Spanje | 0                          |                            |
|  | Tsjechië                         | 1                                |  |        |                            |                            |
|  | Spanje                           | 2                                |  |        |                            |                            |

## Regionale zones
Nederland kwam dit jaar uit in groep 1 van de Europees/Afrikaanse zone. Het team bestond uit Miriam Oremans, Kristie Boogert, Amanda Hopmans en Seda Noorlander. Zij wonnen alle drie ontmoetingen in poule A, alsmede de halve finale van de eliminatiefase, maar verloren de beslissende ontmoeting tegen Hongarije in de eindstrijd van deze eliminatiefase. Daardoor bleef Nederland ongewijzigd in zonegroep 1.